# 乾眼症
乾眼症（英語：Dry eye syndrome, DES），又名乾性角結膜炎（keratoconjunctivitis sicca, KCS），是一種眼睛乾澀的狀態。其他的症狀包括眼睛過敏、眼红、多眼屎或是容易疲勞，也可能出現視力模糊的情況。
乾眼症狀的病人有的輕度且偶發，有的重度且經常復發。在一些未經治療的案例中，可能在角膜留下傷疤。
乾眼症可能肇因於眼睛無法分泌足夠的淚液，或是淚液太快蒸發。可能引發這個症狀的原因有瞼板腺功能障礙、過敏、懷孕、乾燥綜合症、維生素A缺乏症，準分子雷射原位角膜磨鑲術（LASIK），以及部分的藥物如抗組織胺藥、一些抗高血壓藥、荷爾蒙替代療法和抗抑鬱藥。香菸煙霧或是過敏引起的慢性結膜炎，也可能導致發病。乾眼症有很多檢驗方式，不過大部分還是根據症狀來診斷。
治療乾眼症的方式取決於病因。最常用的第一線治療方式是使用人工淚液。配戴貼近臉部且包覆周圍的眼鏡，可以減少淚液的蒸發。停用或更換某些藥品也可能有助於改善病情。某些案例中，可以使用環孢素或類固醇眼藥水治療。另有一種觀點是，可以利用淚管塞，來防止淚水從眼球表面蒸發。偶發性的乾眼症會讓患者無法配戴隱形眼鏡。
乾眼症是種常見眼疾。隨著族群不同，盛行率可能從5-34%不等.。在高齡人口中，盛行率可達70%。在中國，約有17%人口罹患此疾。「keratoconjunctivitis sicca」這個名稱是拉丁語中「角膜和結膜乾燥」的意思。

## 病因
随着科技的進步，電腦越發越普及，乾眼症的发病率正在提高，這与在電腦前工作时注意力集中，眨眼减少有極大之關連。
面瘫患者可能出现眼睑闭合困难，特别是在晚上睡觉时，此时角膜暴露在空气中，眼泪蒸发过强，也可能引起乾眼症。
乾眼症也可能是全身免疫的一種，如乾燥綜合症的表现。長期配戴隱形眼鏡的人士或曾接受雷射視力矯正手術的人皆有可能出現乾眼症的症狀。乾眼症也可能因缺少油引起的。

## 临床表现
眼部乾澀，可能伴有眼痒，工作时间长后，眼睛疲劳。
當眼睛分泌總是分泌出黏稠白色的絲狀物質，扒開眼皮能夠發現裡面粘著一些白色的物質，甚至能夠從眼睛裡拉出絲來，並伴有眼癢和異物感等症狀時、偶而併發眼睛紅。通常出現這種情況的人可能是患有干眼症或急性過敏性結膜炎。

## 辅助检查
泪液分泌试验（The Schirmer's test）：用特制的滤纸条夹在下眼睑的中外1/3处，闭眼，夹5分钟，滤纸条被泪液沾湿后会变颜色。测量滤纸条被泪液沾湿的长度。可以得到泪液的分泌量。正常值说法不一，一般在10-15mm以上。测量前可以先用麻醉剂，则测量出所谓的基础分泌量，否则是测量的基础分泌量加上反射分泌量。
泪膜破裂时间（Fluorescein dye test）：用沾有荧光素滤纸条点下眼睑的结膜囊，在裂隙灯下用钴蓝光看角膜表面，从最后一次瞬目开始计时，到角膜表面绿色的荧光素薄膜出现第一个黑色的破裂为止。

## 治疗
- 补充泪液：人工泪液（尽量选择不含或较少防腐剂的药水）[12]（主要成分有：硫酸软骨素、玻璃酸钠、羧甲基纤维素钠等）
- 眼膏（Ointments）[13]
- 泪小点栓塞：将双眼下泪小点用特殊的栓子堵塞[14]
- 针灸治疗（也称针刺治疗）[15]
- 中药[需要解释][16]
- 艾灸[17]
- 刺络放血[18]
- 泪腺部位按摩[19]
- 湿房眼镜（moisture chamber spectacles）[20]
- 局部环孢素A[21]
- 高ω−3脂肪酸（omega-3 fats）的膳食[20]
- 系统性的雌性激素疗法（systematic estrogen therapy）[10]
- 热敷[20]
- 注意休息
- 巩膜镜(Scleral Lenses)[22]
- 自体颌下腺移植[23]
- 自体唇腺移植(Salivary gland autotransplantation)[12][24]

## 预后
单纯性的干眼症预后良好，适时补充泪液一般都可以缓解症状。值得注意的是，是否存在口乾和其他外分泌腺的乾燥，如果有，则可能存在乾燥综合征，严重的乾燥综合征可能并发肺纤维化，预后较差。

## 预防
重度阅读者可以选择电子墨水屏作为阅读时候的螢幕，降低液晶光源刺激。

## 延伸閱讀

### 臨床病患
- Maskin, Steven L. . Yale University Press. 2007-05-28  [2011-09-03]. ISBN 978-0300122855. （原始内容存档于2015-01-03）. （页面存档备份，存于）
- Latkany, Robert. . Hatherleigh Press. 2007-04-03  [2011-09-03]. ISBN 978-1578262427. （原始内容存档于2011-10-06）. （页面存档备份，存于）
- Patel, Sudi; Blades, Kenny. . Butterworth-Heinemann. 2003-04-10  [2011-09-03]. ISBN 978-0750649780. （原始内容存档于2011-06-07）.  （页面存档备份，存于）

### 門診病患
- Geerling, Gerd; Brewitt, Horst. . S. Karger AG. June 2008  [2011-09-03]. ISBN 978-3805583763. （原始内容存档于2013-01-28）.  （页面存档备份，存于）
- Asbell, Penny A.; Lemp, Michael A. . Thieme Medical Publishers. November 2006  [2011-09-03]. ISBN 978-1588904126. （原始内容存档于2009-09-24）.  （页面存档备份，存于）

- 乾眼症達人:擊退乾眼症 （页面存档备份，存于） 乾姊姊Alice，一位乾眼五年病友，有效治療經驗分享.

## 外部連結
- Facts About the Cornea and Corneal Disease The National Eye Institute (NEI).
- Dry Eye Syndrome on NHS Choices （页面存档备份，存于） （页面存档备份，存于）
- The Eye Digest: Dry eyes（页面存档备份，存于）
- Dry eye pain （页面存档备份，存于）
- Keratos - European association on ocular surface diseases and lachrymal dysfunctions （页面存档备份，存于）
- Am.J.Managed Care - Dry Eye Disease: Pathophysiology, Classification, and Diagnosis
- Dry Eye Syndrome（页面存档备份，存于） on eMedicine

### 動物方面
- Dry Eye (Keratoconjunctivitis Sicca) from The Pet Health Library （页面存档备份，存于）
- Nasolacrimal and Lacrimal Apparatus, The Merck Veterinary Manual